# Tratado de Versalhes (1919)

Art. 45 – A Alemanha cede à França a propriedade absoluta [...], com direito total de exploração, das minas de carvão situadas na bacia do rio Sarre.
Art. 80 – A Alemanha reconhece e respeitará estritamente a independência da Áustria.
Art. 119 – A Alemanha renuncia, em favor das potências aliadas, a todos os direitos sobre as colônias ultramarinas.
Art. 160 – O exército alemão não deverá ter mais do que sete divisões de infantaria e três de cavalaria. Em nenhum caso, a totalidade dos efetivos do exército deverá ultrapassar 100 mil homens.
Art. 171 – Estão proibidas na Alemanha a fabricação e a importação de carros blindados, tanques ou qualquer outro instrumento que sirva a objetivos de guerra.
Art. 173 – Todo serviço militar universal e obrigatório será abolido na Alemanha. O exército alemão só poderá ser constituído e recrutado através do alistamento voluntário.
Art. 232 – A Alemanha se compromete a reparar todos os danos causados à população civil das potências aliadas e a seus bens.

— trechos do Tratado de Versalhes
O Tratado de Versalhes foi um tratado de paz assinado pelas potências europeias que encerrou oficialmente a Primeira Guerra Mundial, sendo que a Alemanha o classificou como Diktat (imposição). Após seis meses de negociações, em Paris, o tratado foi assinado como uma continuação do armistício assinado em novembro de 1918 em Compiègne, que tinha posto um fim aos confrontos. O principal ponto do tratado determinava que a Alemanha aceitasse todas as responsabilidades por causar a guerra e que, sob os termos dos artigos 231–247, fizesse reparações a um certo número de nações da Tríplice Entente.
Os termos impostos à Alemanha incluíam a perda de uma parte de seu território para um número de nações fronteiriças, de todas as colônias sobre os oceanos e sobre o continente africano, uma restrição ao tamanho do exército e uma indenização pelos prejuízos causados durante a guerra. A República de Weimar também aceitou reconhecer a independência da Áustria. O ministro alemão do exterior, Hermann Müller, assinou o tratado em 28 de junho de 1919. O tratado foi ratificado pela Liga das Nações em 10 de janeiro de 1920. Na Alemanha, o tratado causou choque e humilhação na população, o que contribuiu para a queda da República de Weimar em 1933 e a ascensão do nazismo.
No tratado foi criada uma comissão para determinar a dimensão precisa das reparações que a Alemanha tinha de pagar. Em 1921, este valor foi oficialmente fixado em 33 milhões de dólares. Os encargos a comportar com este pagamento são frequentemente citados como a principal causa do fim da República de Weimar e a subida ao poder de Adolf Hitler, o que inevitavelmente levou à eclosão da Segunda Guerra Mundial apenas 20 anos depois da assinatura do Tratado de Versalhes.

## Condições
O tratado criou a Liga das Nações, um dos objetivos maiores do presidente dos Estados Unidos, Woodrow Wilson. A Liga das Nações pretendia arbitrar disputas internacionais para evitar futuras guerras. Só quatro dos chamados Quatorze Pontos de Wilson foram concretizados, já que Wilson era obrigado a negociar com os primeiros-ministros Georges Clemenceau (França), David Lloyd George (Reino Unido) e Vittorio Emanuele Orlando (Itália) alguns pontos para conseguir a aprovação para criação da Liga das Nações. A visão mais comum era que a França de Clemenceau era a mais vigorosa na luta por uma represália contra a Alemanha, já que grande parte da guerra tinha sido no solo francês.

### Cedências territoriais
Outras cláusulas incluíam a perda das colônias alemãs e dos territórios que o país tinha anexado ou invadido num passado recente:
- Alsácia-Lorena, os territórios cedidos à Alemanha no acordo de Paz assinado em Versalhes em 26 de janeiro de 1871 e o Tratado de Frankfurt em 10 de maio de 1871, seriam devolvidos a França (área 14 522 km², 1 815 000 habitantes, 1905).
- A Sonderjutlândia seria devolvida a Dinamarca se assim fosse decidido por um plebiscito na região (toda a região da Schleswig-Holstein teve o plebiscito, sendo a Sonderjutlândia a única região a se decidir separar) (3 984 km², 163 600 habitantes, 1920).
- As províncias de Posen e Prússia Oriental, que a Prússia Ocidental tinha conquistado nas Partições da Polônia eram devolvidas após a população local ter ganho a liberdade na Revolução da Grande Polônia (área 53 800 km², 4 224 000 habitantes, 1931).
- Hlučínsko, região da Alta Silésia, para a Tchecoslováquia (316 ou 330 km² e 49 000 habitantes)
- Parte leste da Alta Silésia para a Polônia (área 3 214 km², 965 000 habitantes) apesar do plebiscito ter apontado que 60% população preferia ficar sob domínio da Alemanha.
- As cidades alemãs de Eupen e Malmedy para a Bélgica.
- A região de Soldau da Prússia Oriental a Polônia (área de 492 km²).
- Parte setentrional da Prússia Ocidental, Klaipėda, sob o controle francês, depois transferida para a Lituânia.
- Na parte oriental da Prússia Ocidental e na parte sul da Prússia Oriental, Vármia e Masúria, pequenas partes para a Polônia.
- A província de Sarre para o comando da Liga das Nações durante 15 anos.
- A cidade de Danzig (hoje Gdańsk, Polônia com o delta do Rio Vístula foi transformada na Cidade Livre de Danzig sobre o controlo da Liga das Nações (área de 1 893 km², 408 000 habitantes, 1929).

O artigo 156 do tratado transferiu as concessões de Shandong, da China para o Japão ao invés de retornar a região à soberania chinesa. O país considerou tal decisão ultrajante o que levou a movimentos como o Movimento de Quatro de Maio, que influenciou a decisão final chinesa de não aderir ao Tratado de Versalhes. A República da China declarou o fim da guerra contra a Alemanha em Setembro de 1919 e assinou um tratado em separado com a mesma em 1921.

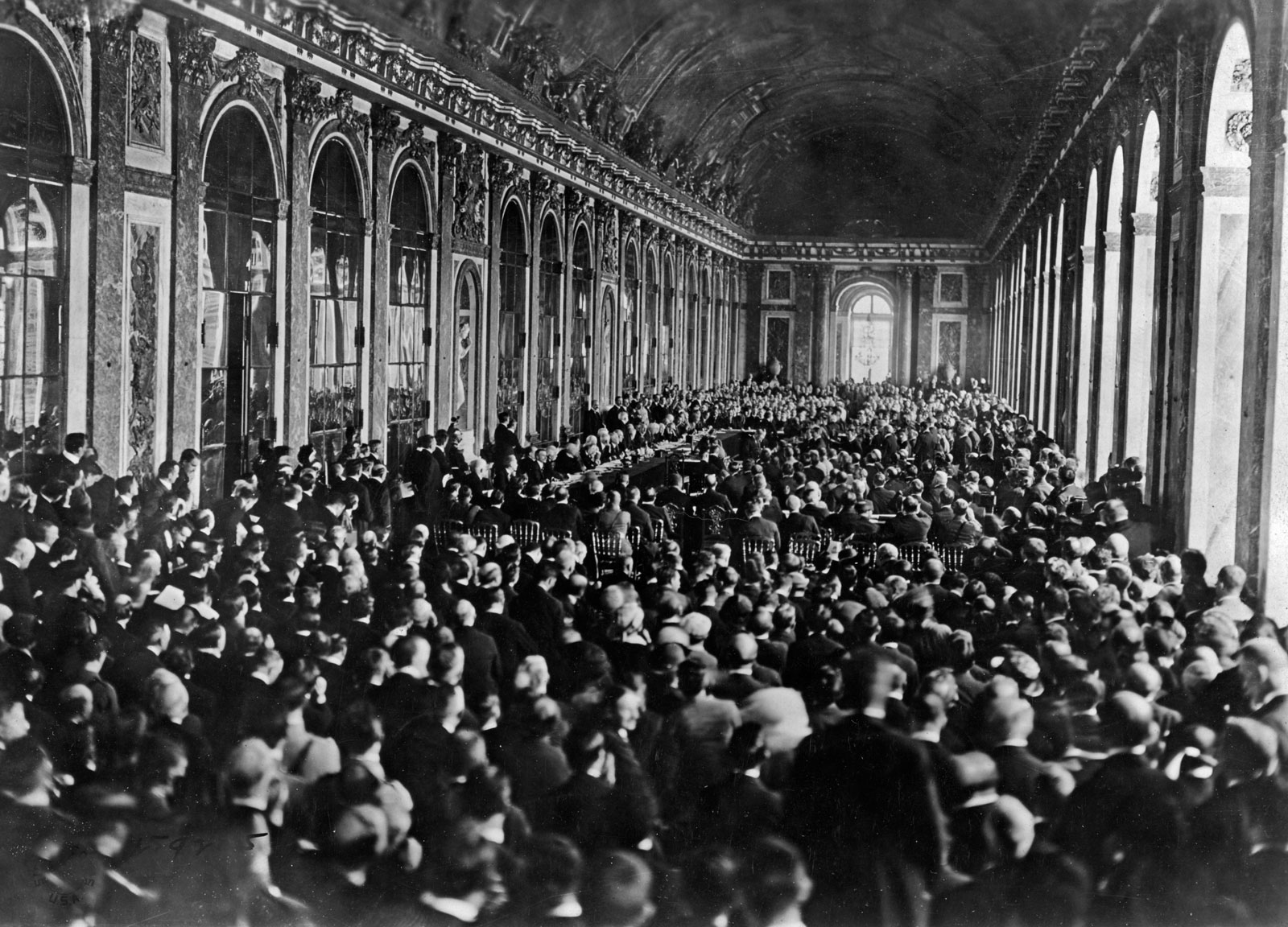
Assinatura do tratado na Sala dos Espelhos do Palácio de Versalhes

### Reparações de guerra e cláusulas de culpa
Em seu livro Margaret Olwen MacMillan escreve:
| “ | No início, França e Bélgica argumentavam que o dano direto deveria receber prioridade em qualquer distribuição de reparações. No norte francês, altamente industrializado, os alemães levaram tudo o que queriam para o uso próprio e destruíram muito do que sobrara. Mesmo batendo em retirada em 1918, as forças alemãs encontraram tempo para destruir as minas de carvão mais importantes da França. | ” |

O artigo 231 do Tratado (a cláusula da 'culpa de guerra') responsabilizou unicamente a Alemanha por todas as 'perdas e danos' sofridas pela Tríplice Entente durante a guerra obrigando-a a pagar uma reparação por tais atos. O montante total foi decidido entre a Tríplice Entente na Comissão de Reparação. Em Janeiro de 1921 esse número foi oficializado em 269 bilhões * de marcos, dos quais 226 bilhões como principal, e mais 12% do valor das exportações anuais alemãs — um valor que muitos economistas consideraram ser excessivo. Mais tarde, naquele ano, a dívida foi reduzida para 132 bilhões, o que ainda era considerado uma soma astronômica para os observadores germânicos.
Os problemas econômicos que tal pagamento trouxe, e a indignação alemã pela sua imposição são normalmente citados como um dos mais significantes factores que levaram ao fim da República de Weimar e ao início da ditadura de Adolf Hitler, que levou à Segunda Guerra Mundial. Alguns historiadores, como Margaret Olwen MacMillan discordam desta afirmação, popularizada por John Maynard Keynes.

### A posição dos Estados Unidos
Os Estados Unidos não ratificaram o tratado. As eleições para o Senado em 1918 deram a vitória ao Partido Republicano (49 contra 47 lugares), que assumiu o controle do Senado e por duas vezes bloqueou a ratificação (a segunda vez em 19 de março de 1920), favorecendo o isolamento do país opondo-se à Sociedade das Nações. Outros senadores queixaram-se da quantidade excessiva de reparações a que a Alemanha era obrigada. Como resultado, os Estados Unidos nunca aderiram à Sociedade das Nações e negociaram em separado a paz com a Alemanha: o Tratado de Berlim de 1921, que confirmou a pagamento de indenizações e de outras disposições do Tratado de Versalhes, mas excluiu explicitamente todos os assuntos relacionados com a Sociedade das Nações.

## As negociações
As negociações entre as potências aliadas começaram em 18 de janeiro, no Salão dos Relógios no Ministério dos Negócios Estrangeiros francês, no Quai d'Orsay, em Paris. No início participaram nas negociações 70 delegados representado 27 nações.
Tendo sido derrotados, a Alemanha, a Áustria e a Hungria (estados que sucederam à Áustria-Hungria) foram excluídas das negociações. A República Socialista Federativa Soviética da Rússia também foi excluída porque tinha negociado o Tratado de Brest-Litovsk, que estabelecia uma paz separada com a Alemanha em 1918, graças ao qual a Alemanha ganhou uma grande faixa de terras e de recursos à Rússia.
Até março de 1919, as extremamente complexas negociações das condições de paz foram conduzidas através de reuniões periódicas do "Conselho dos Dez" (líderes de governo e ministros dos Negócios Estrangeiros), composto pelos cinco grandes vencedores (Estados Unidos, França, Grã-Bretanha, Itália e Japão). Uma vez que este organismo revelou ser demasiado pesado e formal para uma tomada eficaz de decisões, o Japão e os ministros dos Negócios Estrangeiros deixaram as principais reuniões, de modo que apenas os ditos "Quatro Grandes" permaneceram. Após as suas reivindicações territoriais para a região de Fiume (atual Rijeka) terem sido rejeitadas, o primeiro-ministro da Itália, Vittorio Orlando, deixou as negociações (apenas voltaria para a assinatura em Junho). As condições finais foram determinadas pelos líderes das "três grandes" nações: o primeiro-ministro britânico David Lloyd George, o primeiro-ministro francês Georges Clemenceau, e o presidente dos Estados Unidos, Woodrow Wilson.
O Japão tentou no início inserir uma cláusula nos artigos referentes à constituição da Sociedade das Nações contra a discriminação baseada na raça ou na nacionalidade, mas teve de retirar a pretensão devido sobretudo à atitude da Austrália.
Em Versalhes, era difícil chegar a posições comuns porque os conferencistas defendiam objetivos que entravam em conflito entre si. O resultado foi chamado um "compromisso infeliz". Por exemplo, enquanto os líderes americanos e britânicos quiseram chegar a uma paz justa e a um acordo razoável, os interesses da França apelavam a vastíssimas indenizações, já que a maior parte das batalhas e destruição se deram em solo francês, além de a França ter perdido cerca de 1 500 000 combatentes e 400 000 civis.

## Estrutura do tratado
- Parte I - Pacto da Sociedade das Nações (artigos 1 a 26 e anexo)
- Parte II - As Fronteiras da Alemanha (artigos 27 a 30)
- Parte III - Cláusulas para Europa (artigos 31 a 117 e anexos)
- Parte IV - Direitos e interesses alemães fora da Alemanha (artigos 118 a 158 e anexos)
- Parte V - Cláusulas militares, navais e aéreas (artigos 159 a 213)
- Parte VI - Prisioneiros de guerra e cemitérios (artigos 214 a 226)
- Parte VII - Sanções (artigos 227 a 230)
- Parte VIII - Reparações (artigos 231 a 247 e anexos)
- Parte IX - Cláusulas financeiras (artigos 248 a 263)
- Parte X - Cláusulas económicas (artigos 264 a 312)
- Parte XI - Navegação aérea (artigos 313 a 320 e anexos)
- Parte XII - Portos, vias marítimas e vias férreas (artigos 321 a 386)
- Parte XIII - Organização Internacional do Trabalho (artigos 387 a 399)
- Procedimentos (artigos 400 a 427 e anexo)
- Parte XIV - Garantias (artigos 428 a 433)
- Parte XV - Previsões e diversos (artigos 434 a 440 e anexo)